# Peder Christopher Stenersen

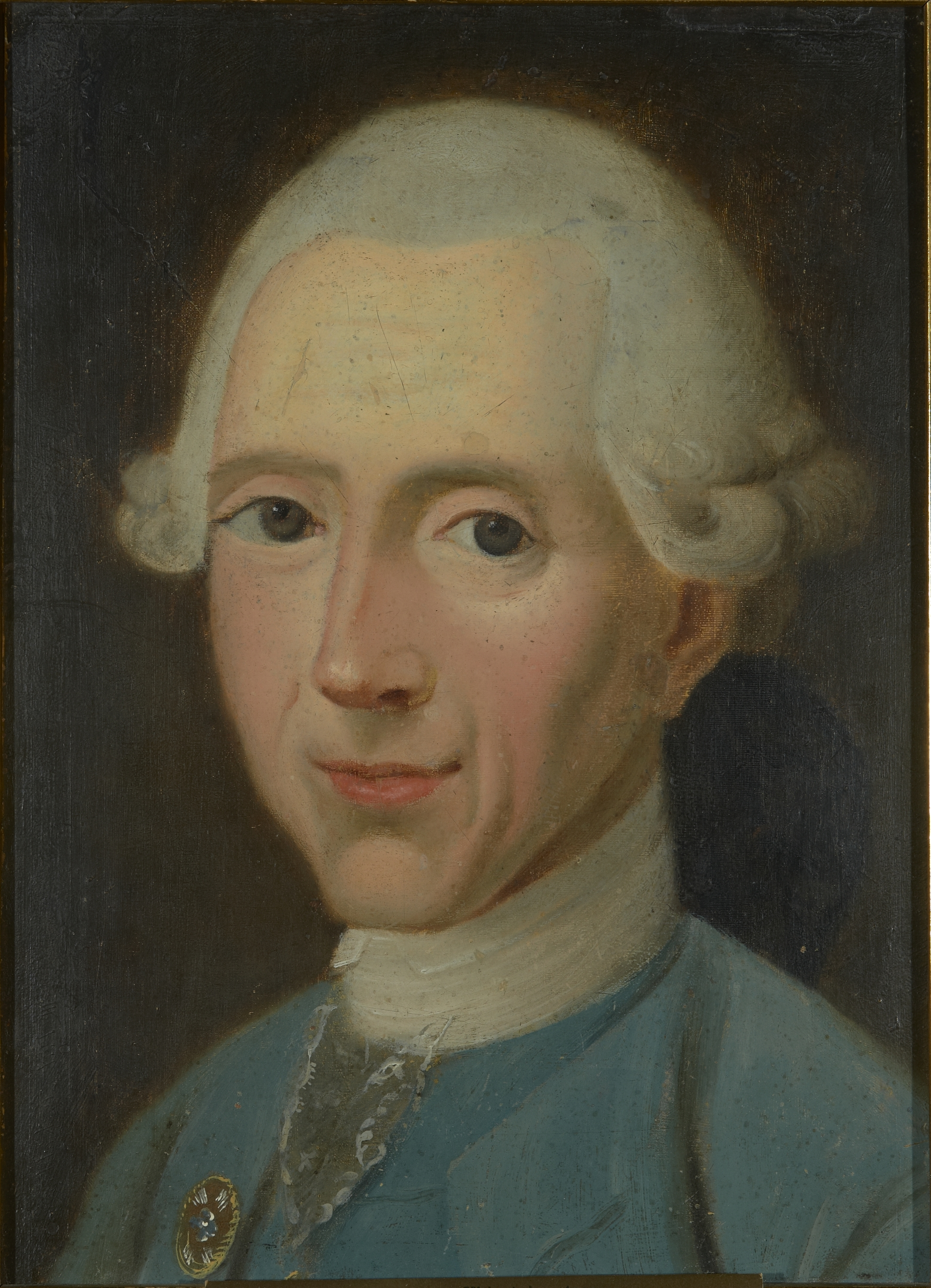
Peder Christopher Stenersen.

Peder Christopher Stenersen, född den 9 april 1723 i Gausdal, död den 17 april 1776 i Tølløse, var en norsk präst och skald.
Stenersen kom 15 år gammal till Danmark, där han från 1749 till sin död var präst i olika församlingar på Själland. I sitt nya fosterland var han förelöpare till en särpräglad, norsk diktarskola. Hans få, men välformade skaldestycken vittnar om starka intryck av norsk natur och norskt folklynne liksom av Klopstock och antiken.